# Gallus giganteus

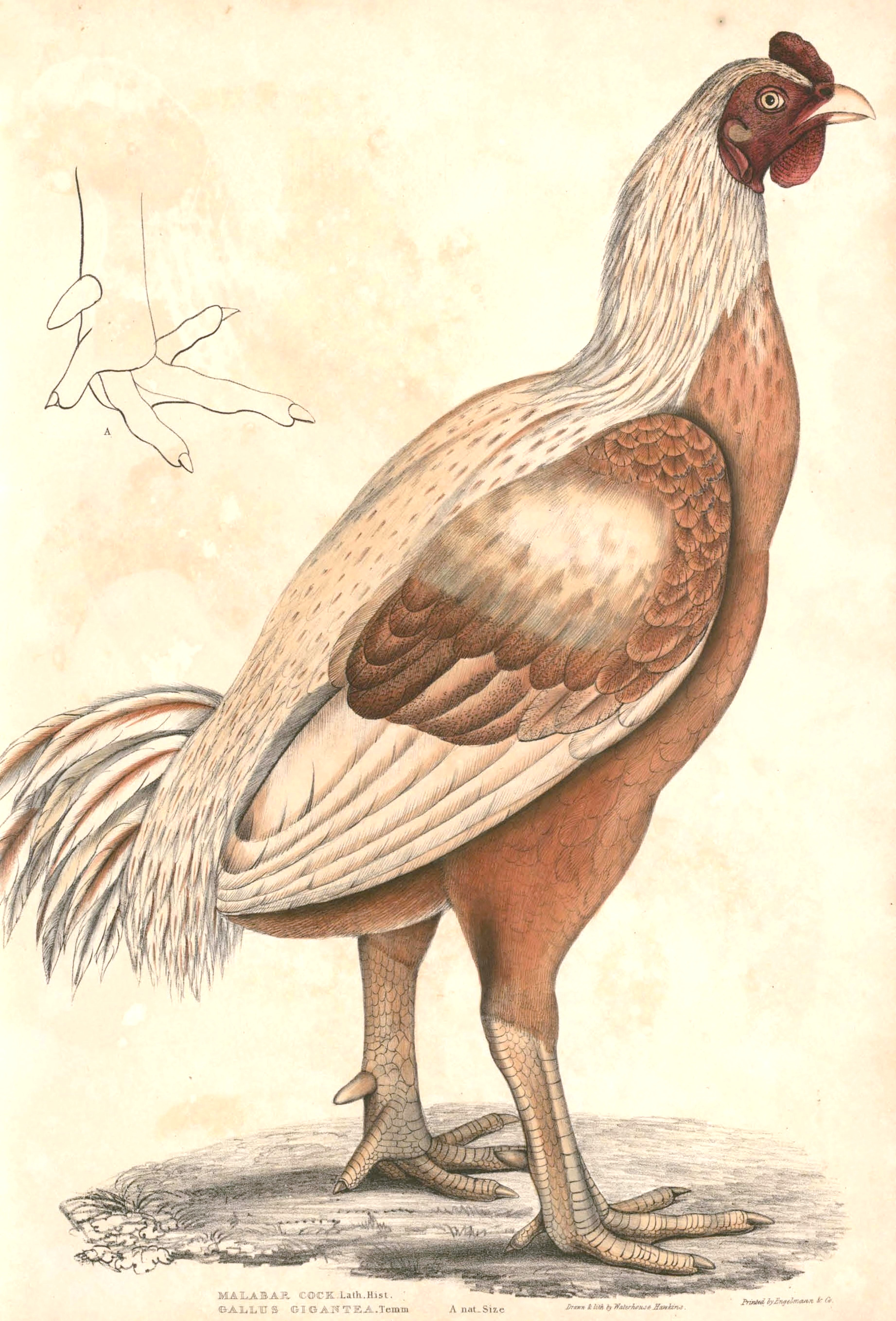
Afbeelding van een haan (ca. 1830)

De Gallus giganteus of Reuzenhoen is de naam voor een grote mythische of uitgestorven kip die in de 19de eeuw beschreven werd.

## Historische berichten over reuzenhoenders en archeologie
Coenraad Jacob Temminck, de eerste directeur van het Rijksmuseum van Natuurlijke Historie (tegenwoordig Naturalis) in Leiden, beschreef een reusachtig hoen uit Oost-Indië, dat hij Gallus giganteus noemde.  Andere bronnen spraken over grote hoenders uit Sumatra, die eveneens zo benoemd werden. Op de Comoren, op Madagascar en in Noord-China zijn bij opgravingen verder botten van kippen gevonden, die duidelijk groter zijn dan gemiddeld.

## Mogelijke verwantschap met de Maleier
De Maleier is een uit Maleisië afkomstig vechthoen dat zich van andere rassen onderscheidt door zijn buitengewone hoogte. Sommige wetenschappers houden het voor waarschijnlijk dat de Maleier een nakomeling van de boven beschreven Gallus giganteus is. Ook wordt de Maleier wel met de Gallus giganteus gelijkgesteld.

## Braziliaanse reuzenhoenders

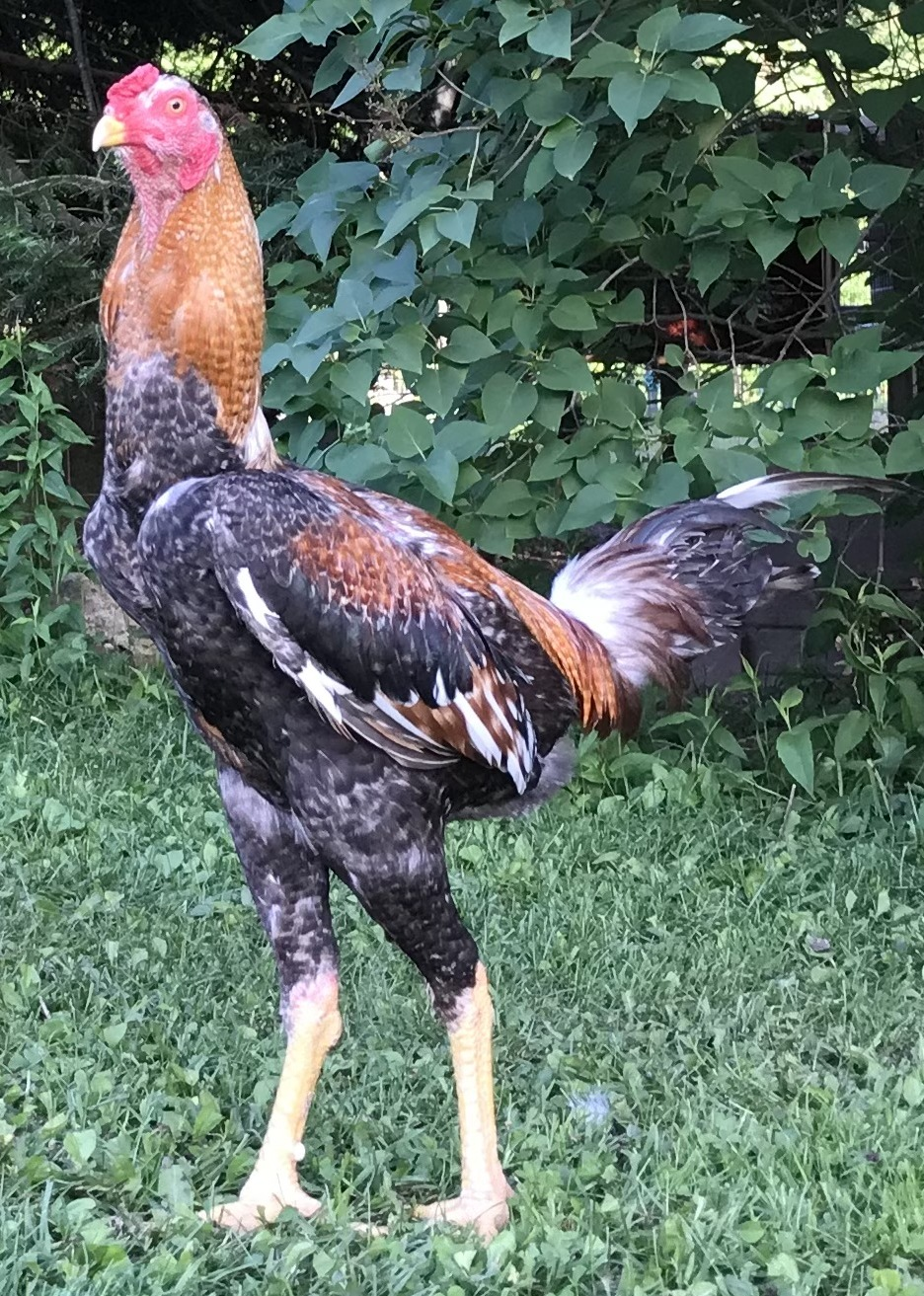
Índio gigante (haan)

In Brazilië hebben zich in de laatste decennia veel kippenfokkers geïnteresseerd voor recordformaten. Op de basis van Maleiers en andere grote kippenrassen ontstond daar de 'Índio Gigante'. In 2014 werd een vereniging opgericht, de Associação Brasileira dos Criadores de Índio Gigante, die de fokkersactiviteiten begeleidt. De standaard beschrijft intussen een minimale lichaamslengte van 105 centimeter voor de hanen en 90 centimeter voor de hennen.